# Alder (månkrater)
Alder är en nedslagskrater på månen som är lokaliserad i den södra hemisfären på den bortre sidan av månen (den del som aldrig är vänd mot Jorden). Den är lokaliserad till Sydpol-Aitken bassängen och ligger till sydöst om kratern Von Kármán. Sydöst om Alder är kratern Bose och i syd-sydväst ligger kratern Boyle.
Alders inre kratervägg är ojämn och något terrasserad, med material utkastat över kanterna på det annars relativt släta kratergolvet. Det är ett flertal låga centrala krön som ligger längs ett band från mittpunkten mot den östra kraterranden. En liten krater ligger på den inre östra slänten. Inom kraterranden är kratern annars fri från större nedslag.
Kratern Alder förknippas med det enda området i bassängen som inte domineras av de klippblock av pyroxen som är typiska för månens lågland. Utkasten från Alder är tvärtom, enligt bevis från spektrometriska undersökningar främst den magmatiska bergarten anortosit, vilket är typiskt för månens högland.
Den är uppkallad efter den tyske kemisten och nobelpristagaren Kurt Alder

## Satellitkratrar
På månkartor är dessa objekt genom konvention identifierade genom att placera ut bokstaven på den sida av kraterns mittpunkt som är närmast kratern Alder.
| Alder | Latitud | Longitud | Diameter |
| ----- | ------- | -------- | -------- |
| E     | 47.6° S | 172.3° V | 16 km    |